# V551 Гидры
V551 Гидры (лат. V551 Hydrae) — двойная звезда в созвездии Гидры на расстоянии приблизительно 3952 световых лет (около 1212 парсек) от Солнца. Звёздная величина диапазона белого звезды — от +14,45m до +14,41m.
Открыта Дэвидом Килкенни и др. в 2006 году*.

## Характеристики
Первый компонент — бело-голубой, очень быстро пульсирующий горячий субкарлик, переменная звезда типа V361 Гидры (RPHS) спектрального класса sdBV, или sdB.
Второй компонент — красная звезда спектрального класса MS.